# Дробович Антон Едуардович
Дробович Антон Едуардович — український філософ, правник, громадський та державний діяч, засновник та перший керівник Центру прав людини та меморіалізації війни Київської школи економіки, колишній голова Українського інституту національної пам'яті.

## Біографія
Закінчив магістратуру Інституту філософської освіти та науки Національного педагогічного університету імені М.П. Драгоманова.
Магістр філософії (2010), кандидат філософських наук (2014), магістр правознавства (2018). Випускник програми «Цінності та суспільство» The Aspen Institute Kyiv, Регулярно модерував філософські семінари на цьому майданчику. Отримав звання доцента в Національному педагогічному університеті імені М. П. Драгоманова.
Автор академічних курсів та циклів лекцій, а також понад 50 наукових публікацій у сфері філософії, культурології та антропології. Член правління Молодіжної асоціації релігієзнавців (пізніше — Майстерня академічного релігієзнавства). Екс-керівник освітніх програм Меморіального центру Голокосту «Бабин Яр» та експерт Інституту суспільно-економічних досліджень.
Працював в органах державної влади, державних закладах культури та освіти, у тому числі на посаді радника міністра освіти і науки України, керівника служби стратегії музейного планування та розвитку НКММК «Мистецький Арсенал». Має другий ранг державного службовця.
Є представником Кабінету Міністрів України в Опікунській раді фонду «Пам'ять, відповідальність і майбутнє» Федеративної Республіки Німеччина.
Після нападу РФ 24 лютого 2022 вступив до лав Збройних Сил України і став військовослужбовцем 112 окремої бригади тероборони Києва. З 2023 року перейшов на службу до Десантно-штурмових військ Збройних сил України й служив у 78 ОДШП у роті вогневої підтримки.

## В Українському інституті національної пам'яті
Після звільнення Володимира В'ятровича з посади голови УІНП, був оголошений конкурс на цю посаду. В листопаді 2019 залишилося 17 претендентів, а за результатами співбесіди в Національному агентстві з питань державної служби — двоє, серед яких Антон Дробович. Після співбесіди в Кабінеті Міністрів, 4 грудня 2019 року його було призначено головою Українського інституту національної пам'яті. Розпорядження Кабміну видане 11 грудня.
До призначення Антон Дробович висловлював намір зробити політику Інституту «більш виваженою та ліберальною» та збільшити рівень «інклюзивності офіційної пам'яті — докладати більше зусиль із збереження пам'яті про спільну історію українців та українських поляків, євреїв, вірмен, татар, греків, болгар та інших».
Новий керівник пообіцяв, що його робота не буде «розворотом в інший бік» у порівнянні з попередником, до того ж він не вважає, що раніше УІНП рухався у радикально неправильному напрямку. Водночас, він інакше дивиться на процес декомунізації.
Протягом першої половини каденції відновив робочу комунікацію із Польським інститутом національної пам'яті, відстоював збереження українських поховань у Польщі та дотримання двосторонніх угод, зокрема що стосується збереження могили українських повстанців на горі Монастир. В цей же час Інститут запустив цілий ряд цифрових ініціатив, зокрема Віртуальний некрополь української еміграції, цифровий Архів усної історії та Віртуальний музей російської агресії. Останній отримав нагороду від правозахисників «Краща ініціатива у сфері історичної пам'яті стосовно російської збройної агресії».
За час його роботи, парламентом були прийнято ряд законів, розроблених за участі УІНП, зокрема "Про внесення змін до Закону України "Про Статут гарнізонної та вартової служб Збройних Сил України" щодо військового поховального ритуалу",  "Про внесення змін до деяких законів України щодо Національного військового меморіального кладовища", а також "Про засудження та заборону пропаганди російської імперської політики в Україні і деколонізацію топонімії". На виконання останнього, протягом 2023-2024 року в Україні перейменовано 25194 обʼєкти топоніміки та демонтовано 1066 памʼятників і памʼятних знаків. Вже після відставки Дробовича парламент також ухвалив у першому читанні проєкт рамкового для сфери Закону України "Про засади державної політики національної пам’яті Українського народу", розроблений УІНП протягом 2023-2024 років. 
В бесіді з Наталією Мосейчук розповів, як просував задум заміни герба на монументі Батьківщини-Матері в центрі Києва, а також пояснював необхідність усунення пам'ятника Щорсу з центру Києва, що зрештою і було зроблено місцевою владою через 3,5 місяці в грудні 2023 року. Також ініціював та реалізував за допомогою меценатів (Богдан Гдаль та анонімний благодійник) встановлення історично коректного датування Другої світової війни на Меморіалі вічної слави в Києві.
Серед пріоритетів у роботі називав збереження інституційної тяглості в роботі Інституту, синхронізацію із європейською традицією пам'ятання про Другу світову війну, деколонізацію та меморіалізацію російсько-української війни.
На посаді керівника УІНП сформулював та опублікував 10 принципів меморіалізації війни, які пройшли громадське та експертне обговорення, були підтримані українськими військовими, яких опитав УІНП та призначені для врахування при розробці нормативно-правових актів, що стосуватимуться збереження пам'яті про війну.
13 грудня Кабінет міністрів звільнив Дробовича з посади глави УІНП у зв'язку з закінченням терміну повноважень.

## Погляди
Протягом 2020—2023 років багаторазово наголошував на необхідності усунення герба СРСР з монументу Батьківщини-Матері, і заявляв, що про знесення не йдеться. За ініціативи УІНП в 2022 році в онлайн застосунку «Дія» було проведено загальнонаціональне голосування щодо декомунізації монументу, яке не містило опції знесення монументу і на якому 94 % проголосували за демонтаж герба СРСР:

Нарешті є чітка й однозначна відповідь українського суспільства щодо монумента на території Національного музею історії України у Другій світовій війні. Це чіткий сигнал, що громадяни хочуть жити в країні без привидів минулого, що потрібно нарешті переосмислити досвід Другої світової війни, прибрати з пам'яті про неї пропаганду та облуду. Чесний погляд у минуле допоможе не лише засудити тоталітаризм і його злочини, але і позбутися цілого ряду колективних травм, загоїти рани історії.

Разом із тим зазначав, що пропозиції опонентів демонтувати усю скульптуру під час війни є популізмом, адже необхідної суми коштів на це ніхто не виділить.

У 2019 році стверджував, що перенесення вихідного з Дня перемоги 9 травня на восьме число можливе, але не належить до термінових питань, застерігав від поспіху в цьому питанні та закликав до проведення відповідних громадських обговорень та експертних консультацій. Після початку повномасштабної російсько-української війни у 2022 році, коли тему перенесення дати святкування почали обговорювати в парламенті, зауважив, що з часом значення цього дня для суспільства зменшиться:

Очевидно, що після війни 9 травня перестане мати таке значення, як воно має зараз. Не тому, що хтось це заборонятиме, а тому, що в нас буде своя перемога, яка важливіша для нас, яка для нашої ідентичності, для розуміння свого місця матиме важливіше значення.

Після того як президент зініціював відзначення 9 травня Дня Європи, а 8 травня — Дня пам'яті та примирення, наголосив, що це вдалий час для змін, адже соціологія показала найнижчу підтримку Дня перемоги за весь час незалежності:

Можна навіть соціологічно подивитися, як змінюється ставлення до цих свят, зокрема до 9 травня. У цьому році соціологія показує найнижчу підтримку за всі роки цього свята. Якщо раніше воно було серед найулюбленіших свят українців, то зараз Росія настільки отруїла пам'ять про Другу світову війну і взагалі концепцію 9 травня, що українці не хочуть мати нічого спільного. І президент лише реагує на суспільну оцінку цих подій і мудро робить, що дистанціює істинно історичну пам'ять від ідеологем радянських і вже неоросійських.

У 2021 році він засудив марш на честь дивізії СС «Галичина» у Києві, зазначивши, що прославлення військ СС є неприпустимим для європейської країни. Також у коментарі Радіо Свобода в 2023 році підкреслював, що:

Відповідно до українського законодавства [ Дивізія СС «Галичина» ] не є борцями за незалежність України. Більше того, це нацистський підрозділ, який добровільно набраний з людей, який виконував завдання Третього Рейху. Більшість боїв цього підрозділу була не на території України, тому всякі розкази про боротьбу за волю України, ну це просто, ну не відповідає історичній дійсності. Битви в Словаччині, в Австрії, в Німеччині за незалежність і волю України виглядають якось дуже дивно.

## Нагороди та відзнаки
2010 — переможець рейтингу «Кращий випускник» Національного педагогічного університету імені М. П. Драгоманова.
2015 — лауреат IV мистецтвознавчого конкурсу Stedley Art Foundation.
2021 — відзнака за внесок у розвиток Аспен Інституту, Київ.
2023 — обраний одним із 15 лідерів у категорії «Державне управління» рейтингу «Список лідерів України УП-100» видання Українська правда.
2024 —увійшов до списку 30 лідерів думок сучасної України, чиї тексти, оцінки та інтерв’ю формують настрої еліти і влади за версією видання NV

## Критика
У 2019 році Володимир В'ятрович, ще до офіційного призначення Дробовича на посаду, заявляв, що це чергове неправильне рішення уряду і, що це вже не помилка, а розворот в інший бік і що в національній пам'яті може не залишитися місця для України і українців.  
Народний депутат України від фракції "Слуга народу" Максим Бужанський звинувачував УІНП під головуванням «Вятровича-Дробовича» у спробі знищенням історичної пам'яті про події Другої світової війни.
Підозрюваний у державній зраді екс-народний депутат України Євген Мураєв вважав, що Антон Дробович займається переписуванням історії.
Активіст руху “Деколонізація Україна” Вадим Позняков критикував УІНП під керівництвом Дробовича за те, що після його мобілізації до війська, інститут почав працювати по букві закону, а не по духу закону, в питаннях роз’яснень щодо перейменування об’єктів топонімії.

## Родина
Батько — Дробович Едуард Генріхович.